# رودیگر نائومان
رودیگر نائومان (انگلیسی: Rüdiger Naumann؛ زادهٔ ۱۱ دسامبر ۱۹۶۰) بازیکن فوتبال اهل آلمان است.